# Ramon de Manjarrés i de Bofarull
Ramon de Manjarrés i de Bofarull (Barcelona, 7 d'abril de 1827 - Sevilla, 9 de març de 1918) fou un enginyer industrial català.
Va estudiar a la Junta de Comerç, sent un dels membres de la primera promoció d'enginyers industrials. De 1856 a 1860 exercí de catedràtic de química general a l'Escola Industrial de Sevilla. De 1860 a 1866 de química orgànica i de 1863 a 1866 en fou el director. Des del 1868 fou director de l'Escola Industrial de Barcelona.
El 1873 va visitar l'Exposició Universal de Viena i allà va advertir les possibilitats de la màquina electromagnètica de Grarnme, una dinamo fabricada per Zénobe-Théophile Gramme i que era el primer generador elèctric apte per a l'ús industrial. A proposta seva, l'Escola va decidir importar-ne una pel laboratori de Física Industrial. L'adquisició es feu a través de l'empresa de Tomàs Josep Dalmau i Garcia. La dinamo va arribar el 1874 i a l'any següent es va adquirir una segona més potent. Amb aquestes dinamos es feren diverses proves que acabarien animant a Tomàs Dalmau a fundar el 1881 la Societat Espanyola d'Electricitat per explotar comercialment les seves possibilitats, constituint a primera empresa de subministrament elèctric de Catalunya.
El 1873 va ser nomenat director de l'Escola Lliure Provincial d'Arts i Oficis. El 1891 tornà a Sevilla com a catedràtic de la facultat de ciències.
Fou membre de diverses acadèmies i entitats científiques i del consell general de l'Exposició de Barcelona del 1888. De 1874 a 1876 fou president de la Reial Acadèmia de Ciències i Arts de Barcelona.
Entre les seves obres destaquen: Fabricación clarificadora y mejora de los aceites (1877) i Extracción de los aceites de los orujos oleaginosos (1879).